# Caro nemico
Caro nemico (Dear Enemy) è un romanzo epistolare della scrittrice statunitense Jean Webster, pubblicato nell'ottobre del 1915. Il romanzo è il sequel di Papà Gambalunga, anche se i protagonisti sono diversi. In Caro nemico la protagonista è Sallie McBride, amica e compagna di stanza all'università di Judy Abbott (protagonista di Papà Gambalunga). Sallie racconta le sue vicende sotto forma di lettere inviate a vari destinatari, tra cui Judy, ormai felicemente sposata con Jervis Pendleton.
Sia Caro nemico che Papà Gambalunga sono stati illustrati personalmente dall'autrice.

## Trama
Inizialmente restia a lasciare la vita mondana alla quale è abituata, Sallie McBride non solo accetterà l'incarico di direttrice dell'orfanotrofio che Judy e Jervis le hanno affidato, ma gradualmente si affezionerà agli orfani e si impegnerà il più possibile nel migliorare e trasformare la struttura in un istituto modello.  Fin da subito l'allegra e vivace Sallie si scontrerà con il burbero medico scozzese dell'orfanotrofio, Robin MacRae, il quale verrà scherzosamente soprannominato "Nemico". Apparentemente Robin sembra un uomo freddo e laconico, ma in realtà egli cela un oscuro segreto. Difatti sua moglie è mentalmente instabile e da anni è rinchiusa in un manicomio. La loro unica figlia mostra gli stessi sintomi della malattia della madre. 
Nel corso della vicenda e dopo alcuni equivoci i due si scopriranno innamorati (la moglie di Robin nel frattempo morirà in manicomio) e Sallie deciderà di rompere il suo fidanzamento con il politico Gordon Hallock, uomo affascinante ma superficiale, e di rendere permanente il proprio incarico all'orfanotrofio.

## Edizioni
- Caro nemico, Fratelli Fabbri editori, Milano 1958.
- Caro nemico, Bemporad Marzocco, traduzione di Liliana Toni, Firenze 1967, pp. 317.
- Caro nemico, Fratelli Fabbri editori, collana I Darling n. 6, Milano 1968.
- Caro nemico, trad. di Miriam Chiaromonte e a cura di Enrico De Luca, Caravaggio Editore, Vasto, 2020.